# Batom Reachea Ier
Batom Reachea Ier (1615-1642) Prince Ang Non Ier roi du Cambodge  de 1640 à 1642 sous le nom de règne de « Padumaraja Ier »

## Biographie
Fils aîné du régent  Outey  il est porté au trône par son père en juillet 1640 à l’âge de 25 ans après la mort de son cousin Ang Tong Reachea au détriment du prince Ponhea Chan le demi frère de ce dernier. Batom Reachea Ier est couronné en 1641 mais pendant son règne la réalité du pouvoir demeure entre les mains d’Outey. 
Le prince déshérité Ponhea Chan s’entoure de Malais et de Chams musulmans et le 5 janvier 1642 il fait assassiner le régent Outey et plusieurs autres membres de la famille royale. 
Le jeune roi qui était à la chasse est ramené dans la capitale à  Oudong et Ang Chan le fait décapiter après être  monté sur le trône sous le nom de Ramathipadi Ier.

## Postérité
Batom Reachea Ier avait épousé sa cousine la princesse Ang Na Kshatriyi (Devi Panya) une fille de  Chey Chettha II il laisse un fils :
- Chey Chettha III roi du Cambodge

## Sources
- Chroniques Royales du Cambodge de 1594 à 1677. École française d'Extrême Orient. Paris 1981  (ISBN 2855395372)
- Achille Dauphin-Meunier Histoire du Cambodge Presses universitaires de France, Paris 1968 Que sais-je ? n° 916.
- Anthony Stokvis, Manuel d'histoire, de généalogie et de chronologie de tous les États du globe, depuis les temps les plus reculés jusqu'à nos jours, préf. H. F. Wijnman, Israël, 1966, Chapitre XIV §.9 « Kambodge » Listes et tableau généalogique no 34 p. 337-338.
- (en) & (de) Peter Truhart, Regents of Nations, K.G Saur Munich, 1984-1988  (ISBN 359810491X), Art. « Kampuchea », p. 1732.